# NGC 6863
NGC 6863 је група звезда у сазвежђу Орао која се налази на NGC листи објеката дубоког неба.
Деклинација објекта је - 3° 33' 13" а ректасцензија 20h 5m 7,3s. Привидна величина (магнитуда) објекта NGC 6863 износи 12,7.